# Ticodendron
Ticodendron incognitum, biljna vrsta koja čini samostalan rod i porodicu u redu bukvolike (Fagales). Raste po vlažnim zapadnoatlantskim nizinamna Hondurasa, Meksika (Veracruz, Oaxaca, Chiapas), Nikaragve i Paname.

## Opis
Ova vrsta je drvo do 25 m visine. Nalazi se u središnjim planinskim zimzelenim šumama na nadmorskim visinama između 500-2000 m. Njegovo voće jedu vjeverice (Martin i Madrid 1992). Ovo stablo dvodomno i oprašuje se vjetrom, tako da uzgoj u malim džepovima vjerojatno ograničava reproduktivni uspjeh zbog lošeg raspršivanja peludi i međusobnog križanja s bliskim srodnicima što rezultira lošom kvalitetom plodova, a zreli plodovi se rijetko mogu vidjeti u Kostariki (W. Haber pers. priopćenje 2018).

## Ugroženost
Ticodendron incognitum je drvo koje raste u južnom Meksiku i Srednjoj Americi. Široko je rasprostranjen s opsegom pojavljivanja od preko 500 000 km². Iako se malo zna o veličini i strukturi populacije, opisana je kao lokalno bogata, ali se često nalazi u rijetkim sastojinama ili kao izolirane jedinke. Glavne prijetnje su korištenje za ogrjev, klimatske promjene, a planinske šume su podložne fragmentaciji. Gubitak staništa i nedostatak novačenja doveli su do pretpostavljenog i projiciranog gubitka populacije koji će se približiti 30% u razdoblju od 100 godina (otprilike tri generacije) u prošlosti i budućnosti. Ova vrsta je stoga navedena kao gotovo ugrožena.
- T. incognitum